# ووراووت سريماكا
ووراووت سريماكا (بالتايلندية: วรวุฒิ ศรีมะฆะ) (8 ديسمبر 1971 بناخون باتوم في تايلاند - ) هو لاعب كرة قدم تايلندي في مركز الهجوم. شارك مع منتخب تايلاند لكرة القدم. أما مع النوادي، فقد لعب مع نادي بوليس تيرو ونادي تشونبوري ونادي كلنتن وBBCU F.C. ‏ وCustoms United F.C. ‏ وتاي فارمرز بانك وQuy Nhon Binh Dinh FC ‏.

## روابط خارجية
- ووراووت سريماكا على موقع قاعدة بيانات كرة القدم.إي يو (الإنجليزية)
- ووراووت سريماكا على موقع ناشيونال فوتبول تيمز (الإنجليزية)
- ووراووت سريماكا على موقع Soccerway.com (الإنجليزية)
- ووراووت سريماكا على موقع عالم كرة القدم.نت (الإنجليزية)